# 桃井
桃井（日语：／ Momoi */?）是東京都杉並區的地名。現行行政地名為桃井一丁目至四丁目。已實施住居表示。郵遞區號為，167-0034。

## 地理
位於杉並區西北部。町域東至環八通（東京都道311號環狀八號線），南至青梅街道（東京都道4號東京所澤線、東京都道5號新宿青梅線），由東向西分別為一丁目至四丁目。
練馬區南部、杉並區西部與武藏野市東部一帶富含地下水與湧水，像是三寶寺池、善福寺池、井之頭池等。位於桃井二丁目的桃井第一小學校內也有名為「桃之井」的湧水，但現在已非自然湧水，須使用幫浦抽取地下水。
由於關東大地震後都心人口逐漸移往郊外，此地屬於較早進行區劃整理的地區，因此道路網較為整齊規則。

## 地名由來
桃井的地名來自於1875年（明治8年）成立的桃井第一小學校。該校原為東京中野的桃園學校（現在中野區立桃園第一小學校）分校。1876年（明治9年）獨立時，以桃園的「桃」與當地舊村名遲野井村的「井」命名為「桃井」。1964年，此地實施住居表示時正式成為行政地名。

## 主要公共設施
- 杉並區立桃井第一小學校（桃井二丁目）
- 荻窪郵便局（桃井二丁目）
- 荻窪警察署（桃井三丁目）
- 荻窪消防署（桃井三丁目）
- 杉並區立勤勞福祉會館、西荻地域區民中心（桃井四丁目）